# Mesadactylus
Mesadactylus (лат., буквально: палец из месы) — род птерозавров из киммериджского — титонского ярусов верхнеюрской формации Моррисон, штат Колорадо, США. Название роду дали в 1989 году Джеймс Дженсен и Кевин Падиан. Единственный описанный вид — Mesadactylus ornithosphyos.

## Классификация
Голотипом является BYU 2024, сложный крестец из семи крестцовых позвонков, показывающий уникальное — для птерозавра — полное слияние остистых отростков крестцовых позвонков в единый гребень, черту, как отмечено в видовом эпитете, свойственную птицам, что побудило Дженсена изначально причислить кость птице, Palaeopteryx.
Прочие связанные с таксоном ископаемые останки включают кости передних конечностей, плечевой пояс, позвонки (в том числе шейные и крестцовые) и бёдра. В 2004 году был описан дополнительный материал, включая неполную черепную коробку. В публикации 2006 года авторы предположили, что более крупный «современник» Kepodactylus может быть тем же животным, несмотря на небольшие различия.
Дженсен и Падиан классифицировали Mesadactylus как птеродактилоида. В 2007 году Кристофер Беннет утверждал, что голотип и дополнительный материал принадлежат разным формам, и что, в то время как последний действительно принадлежит какому-то птеродактилоиду, сложный крестец принадлежит представителю семейства анурогнатид.